# Aida Sheshani
Aida Sheshani –en árabe, عايدة الشيشاني– fue una deportista jordana que compitió en atletismo adaptado. Ganó dos medallas de bronce en los Juegos Paralímpicos de Nueva York y Stoke Mandeville 1984.

## Palmarés internacional
| Juegos Paralímpicos | Juegos Paralímpicos                                        | Juegos Paralímpicos | Juegos Paralímpicos |
| Año                 | Lugar                                                      | Medalla             | Prueba              |
| ------------------- | ---------------------------------------------------------- | ------------------- | ------------------- |
| 1984                | Nueva York (Estados Unidos) Stoke Mandeville (Reino Unido) | Medalla de bronce   | 100 m 1B            |
| 1984                | Nueva York (Estados Unidos) Stoke Mandeville (Reino Unido) | Medalla de bronce   | 200 m 1B            |